# Domhnall Ua Buachalla
Domhnall Ua Buachalla (ang. Daniel Richard (Donal) Buckley; ur. 5 lutego 1866 w hrabstwo Kildare w Irlandii, zm. 30 października 1963 w Dublinie) – irlandzki polityk, kupiec, trzeci i ostatni gubernator generalny Wolnego Państwa Irlandzkiego od 27 listopada 1932 do 11 grudnia 1936. Po upływie jego kadencji urząd został zniesiony i na jego miejsce został powołany urząd prezydenta Irlandii.